# Герб Чапель (Самбірський район)
Герб Чапель — офіційний символ села Чапель, Самбірського району Львівської області, затверджений 30 грудня 1998 року рішенням сесії Чаплівської сільської ради. Герб є промовистим.
Автор — А. Гречило.

## Опис
У синьому полі срібний хвилястий правий перев'яз, обабіч стоять дві срібні чаплі.

## Зміст
Чаплі є номінальними символами і вказують на назву села. Хвиляста смуга уособлює річку Стривігор, що протікає по території місцевої громади.